# تپه ناصرالدین
تپه ناصر الدین مربوط به دوران پیش از تاریخ ایران باستان تا دوران‌های تاریخی پس از اسلام است و در شهرستان دورود، بخش مرکزی، محله ناصرالدین در دورود واقع شده و این اثر در تاریخ ۲۴ اسفند ۱۳۸۳ با شمارهٔ ثبت ۱۱۷۲۶ به‌عنوان یکی از آثار ملی ایران به ثبت رسیده است.